# 世界棒球經典賽冠軍獎盃
世界棒球經典賽冠軍獎盃（英語：World Baseball Classic Championship Trophy）是由美國職棒大聯盟及美國職棒大聯盟球員工會，透過世界棒球經典賽公司，頒發給世界棒球經典賽冠軍隊伍的榮譽獎盃。該獎盃由知名品牌蒂芙尼公司打造。
自2006年至2023年，這項賽事共產生五座冠軍獎盃，由三個國家輪流奪得。

## 設計
世界棒球經典賽冠軍獎盃由蒂芙尼公司的工匠耗時超過200小時打造。這座獎盃最初以純銀製成，隨後逐步加入金色細節，高度為25英寸（63.5），重量約30英磅（13.6），主要材質為純銀與24K金。
獎盃設計主軸為「全球棒球」，融合世界棒球經典賽的標誌，整體結構包括底座、四片向上延展的板片與一顆棒球。四層結構的底座象徵賽事的四個階段：第一輪、第二輪、準決賽與決賽；四片向上傾斜的板片與羽狀板則代表第一輪的四個分組；中央由板片支撐的棒球，則象徵地球，展現這項賽事的全球性格局。

## 歷年得主
| 代表隊 | 次數 | 年度                   |
| ------ | ---- | ---------------------- |
| 日本   | 3    | 2006年、2009年、2023年 |
| 美国   | 1    | 2017年                 |
|        | 1    | 2013年                 |

- 2006年、2009年、2023年冠軍獎盃存放於日本東京文京區棒球殿堂（英语：Japanese Baseball Hall of Fame）[5]；
- 2013年冠軍獎盃存放於多明尼加聖多明哥國家宮殿（英语：National Palace (Dominican Republic)）；
- 2017年冠軍獎盃存放於美國紐約州古柏鎮美國國家棒球名人堂暨博物館。

## 圖廊

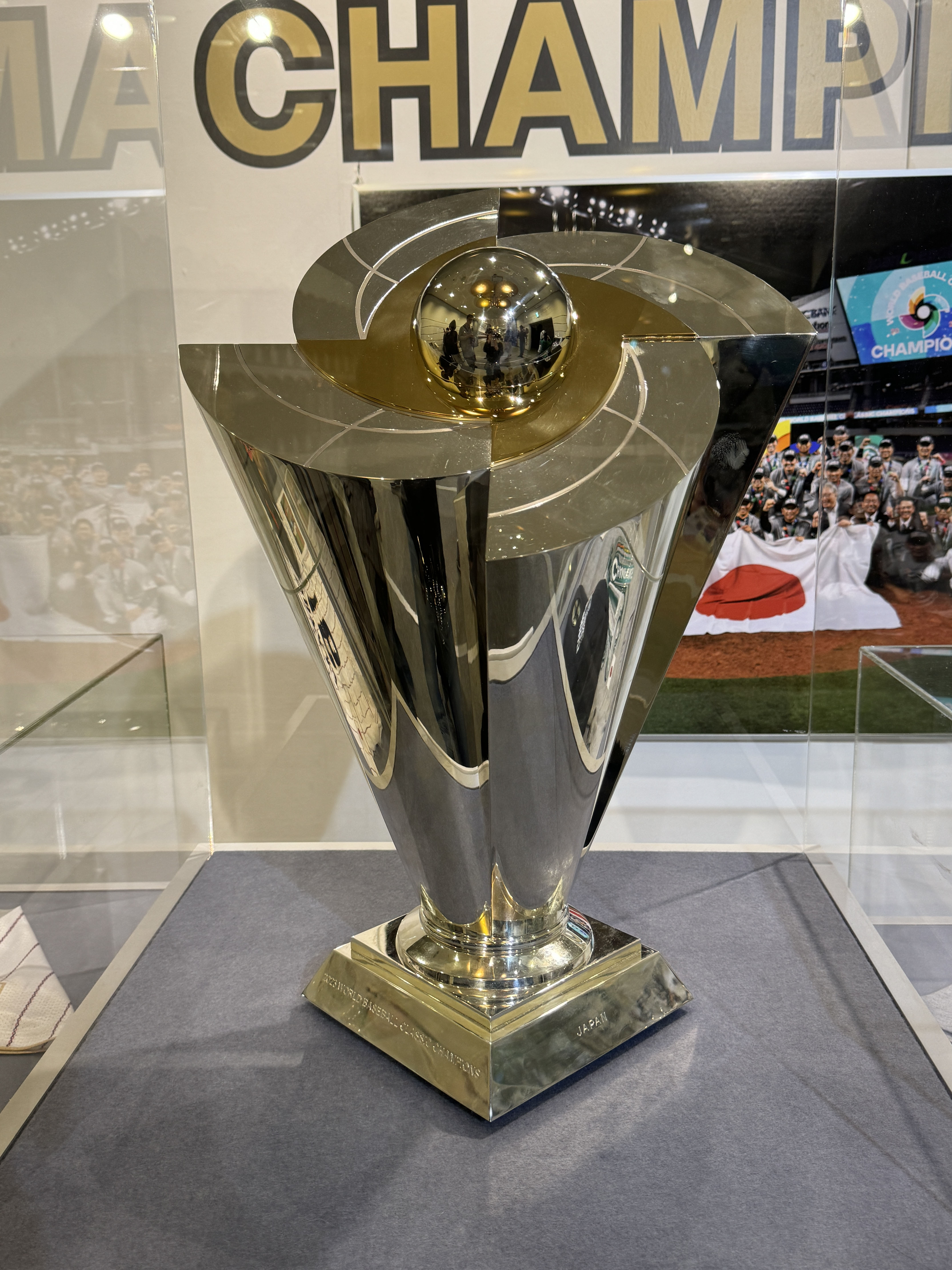
2023年獎盃
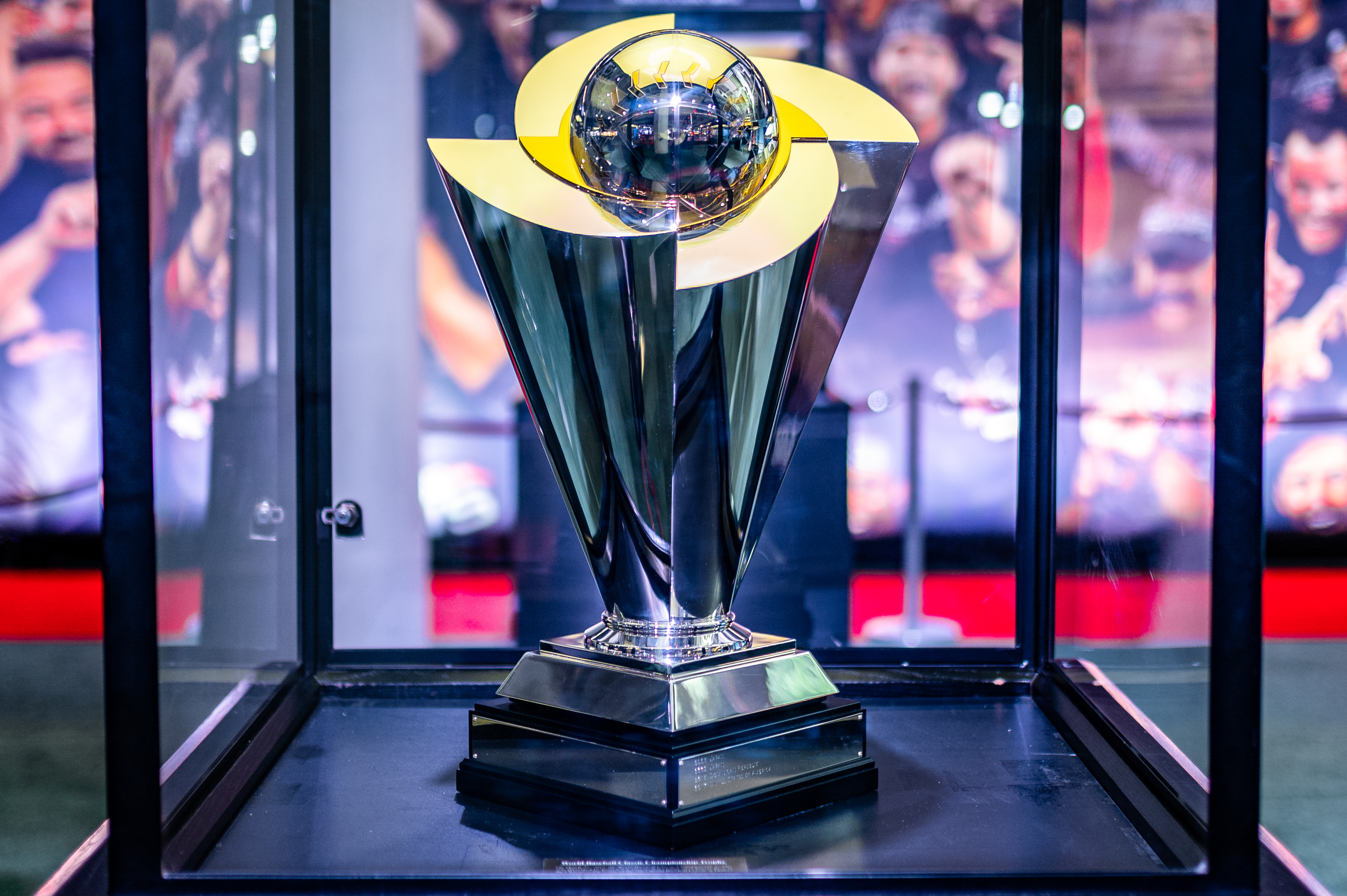
2013年至2017年獎盃
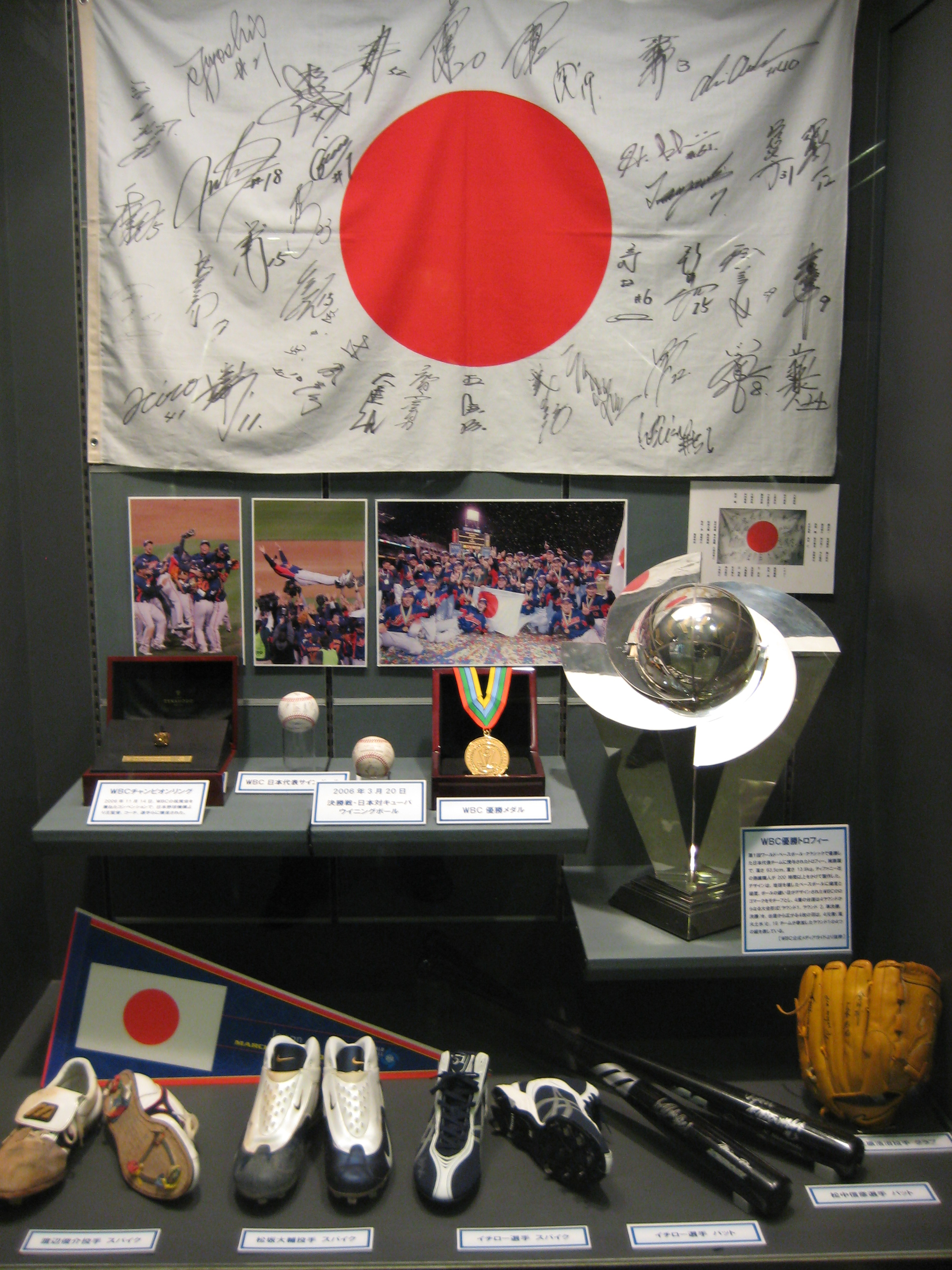
2006年獎盃